# Teorema di Binet
In algebra lineare, il teorema di Binet è un teorema che collega il prodotto fra matrici quadrate con il determinante.
Il teorema viene generalizzato dalla formula di Cauchy-Binet.

## Il teorema
Siano {\displaystyle A} e {\displaystyle B} due matrici quadrate con lo stesso numero di righe, a valori in un campo {\displaystyle K}. 
Il determinante del prodotto tra {\displaystyle A} e {\displaystyle B} è il prodotto del determinante di {\displaystyle A} per il determinante di {\displaystyle B}:
{\displaystyle \det(A\cdot B)=\det A\cdot \det B.}

### Dimostrazione
Si ricordi che il determinante può essere considerato come una forma multilineare alternante {\displaystyle \det(c_{1},\ldots ,c_{n})} sulle colonne di una matrice quadrata {\displaystyle n\times n}; l'unica per cui {\displaystyle \det(e_{1},\ldots ,e_{n})=1,} dove {\displaystyle e_{1},\ldots ,e_{n}} è la base canonica di {\displaystyle K^{n}}. Il teorema di Binet segue dal fatto che le forme multilineari alternanti costituiscono uno spazio vettoriale unidimensionale, e che la funzione {\displaystyle \phi (X)=\det(A\cdot X)} è una forma multilineare alternante. 

#### Lemma 1
Tutte le forme multilineari alternanti sono multiple del determinante. 

#### Dimostrazione del lemma 1
Sia {\displaystyle f\colon K^{n}\times \dots \times K^{n}\to K} una forma multilineare e alternante. Sia {\displaystyle e_{1},\ldots ,e_{n}} la base canonica di {\displaystyle K^{n}}. Dati i vettori {\displaystyle v_{1},\ldots ,v_{n}\in K^{n}} tali che ogni {\displaystyle v_{j}} ha coordinate canoniche {\displaystyle c_{j,1},\ldots ,c_{j,n}}. Per multilinearità vale:
{\displaystyle f(v_{1},\ldots ,v_{n})=f\left(\sum _{j_{1}=1}^{n}c_{1,j_{1}}e_{j_{1}},\ldots ,\sum _{j_{n}=1}^{n}c_{n,j_{n}}e_{j_{n}}\right)=\sum _{j_{1}=1}^{n}\ldots \sum _{j_{n}=1}^{n}\left(\prod _{k=1}^{n}c_{k,j_{k}}\right)f(e_{j_{1}},\ldots ,e_{j_{n}}).}
Poiché la forma è anche alternante, quando {\displaystyle j_{1},\ldots ,j_{n}} non sono tutti distinti, si ha che {\displaystyle f(e_{j_{1}},\ldots ,e_{j_{n}})=0}. Possiamo quindi riscrivere l'equazione considerando soltanto i casi in cui {\displaystyle j_{1},\ldots ,j_{n}} sono distinti, ossia sono una permutazione di {\displaystyle 1,\ldots ,n}. Indicando con {\displaystyle S_{n}} il gruppo simmetrico di {\displaystyle 1,\ldots ,n} abbiamo:
{\displaystyle f(v_{1},\ldots ,v_{n})=\sum _{\sigma \in S_{n}}\left(\prod _{k=1}^{n}c_{k,\sigma (k)}\right)f(e_{\sigma (1)},\ldots ,e_{\sigma (n)}).}
Considerando che ogni forma alternante è anche antisimmetrica si possono riordinare gli argomenti di {\displaystyle f} nel seguente modo:
{\displaystyle f(v_{1},\ldots ,v_{n})=\sum _{\sigma \in S_{n}}\left(\prod _{k=1}^{n}c_{k,\sigma (k)}\right)\operatorname {sgn}(\sigma )f(e_{1},\ldots ,e_{n})=f(e_{1},\ldots ,e_{n})\det(C),}
dove {\displaystyle C} è la matrice che ha per colonne le coordinate canoniche di {\displaystyle v_{1},\ldots ,v_{n}}. Dunque
{\displaystyle f(v_{1},\ldots ,v_{n})=f(e_{1},\ldots ,e_{n})\det(v_{1},\ldots ,v_{n}).}
Il risultato dell'applicazione della forma multilineare alternante alla base canonica determina la forma in modo univoco.

#### Dimostrazione del teorema
Sia {\displaystyle \phi (X)=\det(A\cdot X)}. Occorre dimostrare che è una forma multilineare alternante sulle colonne di {\displaystyle X}. 
Per le regole della moltiplicazione tra matrici, siano {\displaystyle x_{1},\ldots ,x_{n}} le colonne di {\displaystyle X}, allora la colonna {\displaystyle j} di {\displaystyle A\cdot X} è uguale a {\displaystyle Ax_{j}} e, considerando {\displaystyle \phi } e {\displaystyle \det } come forme sulle colonne si può scrivere {\displaystyle \phi (x_{1},\ldots ,x_{n})=\det(Ax_{1},\ldots ,Ax_{n}).}
Quindi:
- {\displaystyle \phi } è multilineare, infatti siano {\displaystyle \lambda \in K}, {\displaystyle a,b\in K^{n}}, vale

{\displaystyle \phi (\ldots ,\lambda a+b,\ldots )=\det(\ldots ,A(\lambda a+b),\ldots )=\lambda \det(\ldots ,Aa,\ldots )+\det(\ldots ,Ab,\ldots )=\lambda \phi (\ldots ,a,\ldots )+\phi (\ldots ,b,\ldots ).}
- {\displaystyle \phi } è alternante, infatti {\displaystyle \phi (\ldots ,a,\ldots ,a,\ldots )=\det(\ldots ,Aa,\ldots ,Aa,\ldots )=0.}

Quindi
{\displaystyle \det(A\cdot B)=\phi (B)=\phi (I_{n})\det(B)=\det(A\cdot I_{n})\cdot \det(B)=\det(A)\cdot \det(B).}

## Applicazioni
- Una matrice è invertibile se e solo se ha determinante diverso da zero. Infatti:
  - se {\displaystyle A} è invertibile allora esiste {\displaystyle B} tale che {\displaystyle AB=I}, e quindi {\displaystyle \det(A)*\det(B)=\det(I)=1}, e quindi {\displaystyle \det(A)} non è zero.
  - se {\displaystyle \det(A)} non è zero l'algoritmo di Gauss permette di trovare un'inversa.
- Se {\displaystyle A} è invertibile, allora:

{\displaystyle \det(A^{-1})=(\det A)^{-1}}
- Il determinante è invariante per similitudine: infatti

{\displaystyle \det(MAM^{-1})=\det M\cdot \det A\cdot \det M^{-1}=\det A}
- Il determinante di un endomorfismo {\displaystyle f:V\to V} (dove {\displaystyle V} è uno spazio vettoriale di dimensione finita), definito come il determinante di una matrice associata rispetto ad una base {\displaystyle B}, in realtà non dipende dalla scelta di {\displaystyle B}: è quindi una grandezza intrinseca di {\displaystyle f}, che indichiamo con {\displaystyle \det(f)}.
- Il determinante di un'isometria {\displaystyle f:V\to V} ha norma 1. Quindi se {\displaystyle K=\mathbb {R} } il determinante di una isometria è 1 oppure -1.